# أولغا سنكلير
أولغا سنكلير (بالإنجليزية: Olga Sinclair)‏ هي رسامة بنمية، ولدت في 1957.